# Carli Lloyd (siatkarka)

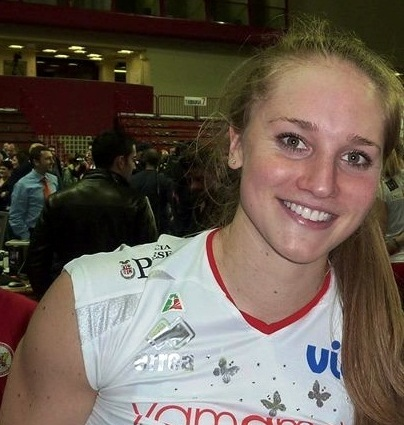
Carli Lloyd zawodniczką Unedo Yamamay Busto Arsizio

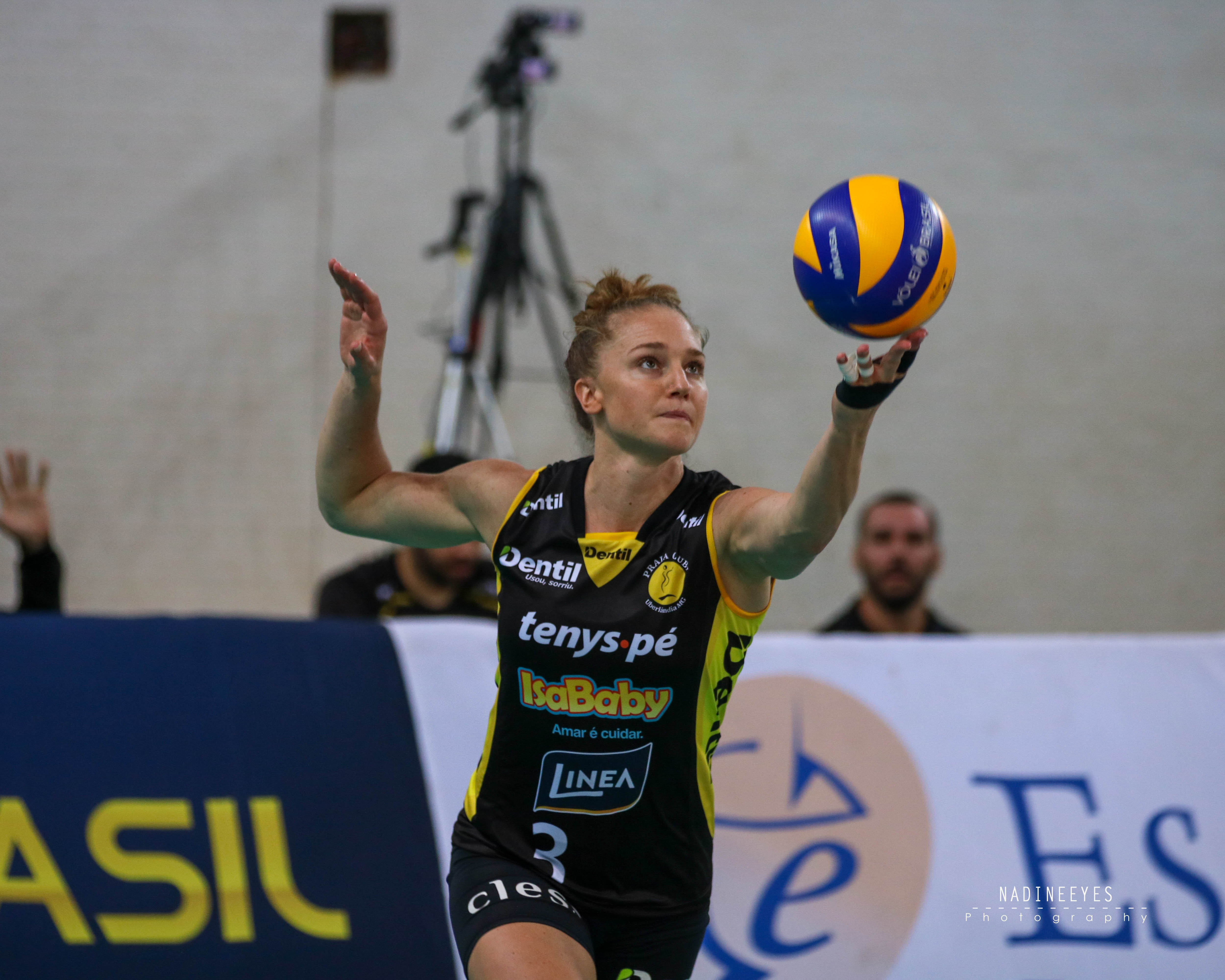
Carli Lloyd podczas wykonywania zagrywki w drużynie Dentil/Praia Clube w sezonie 2018/2019

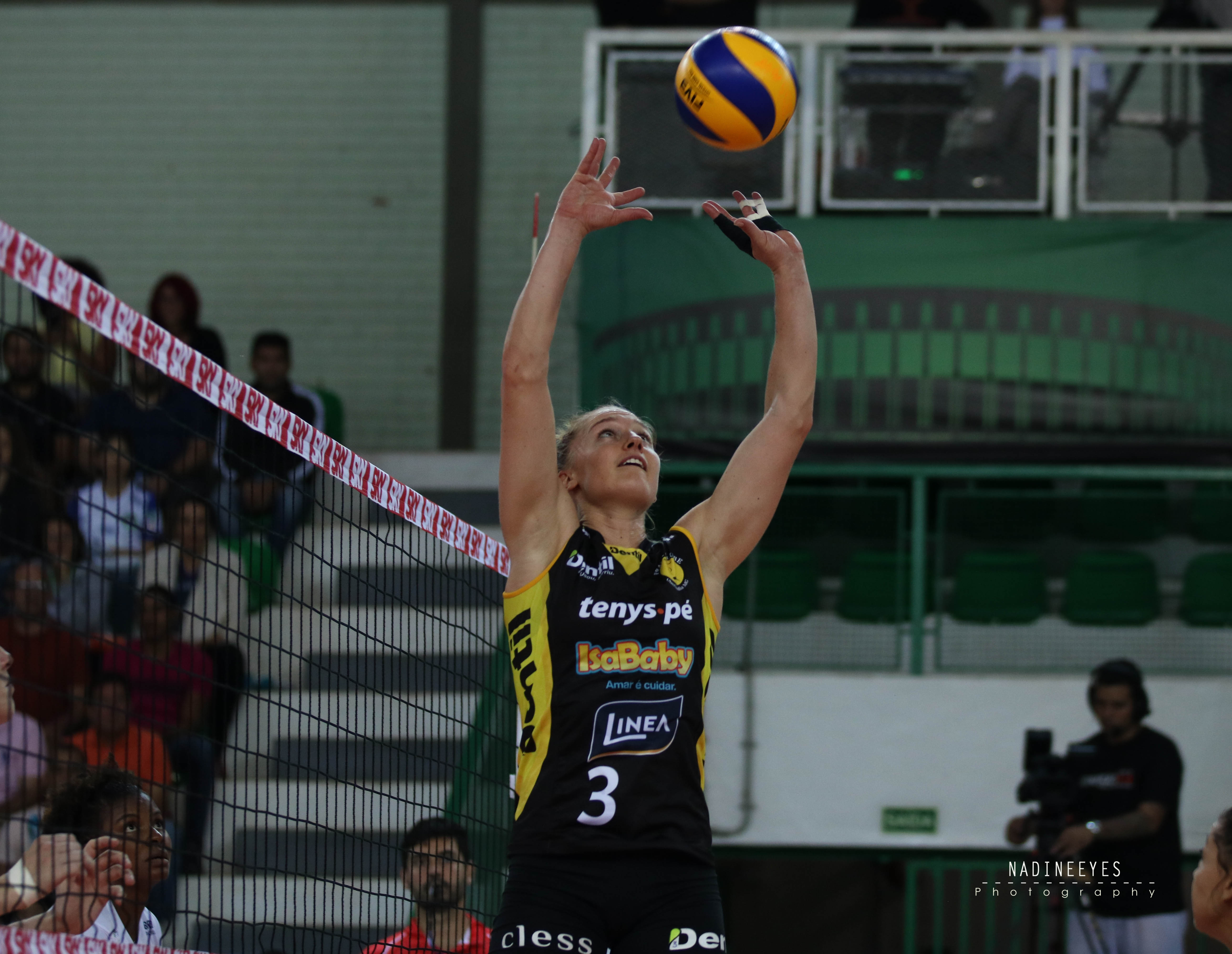
Carli Lloyd rozgrywa piłkę sposobem górnym w drużynie Dentil/Praia Clube w sezonie 2018/2019

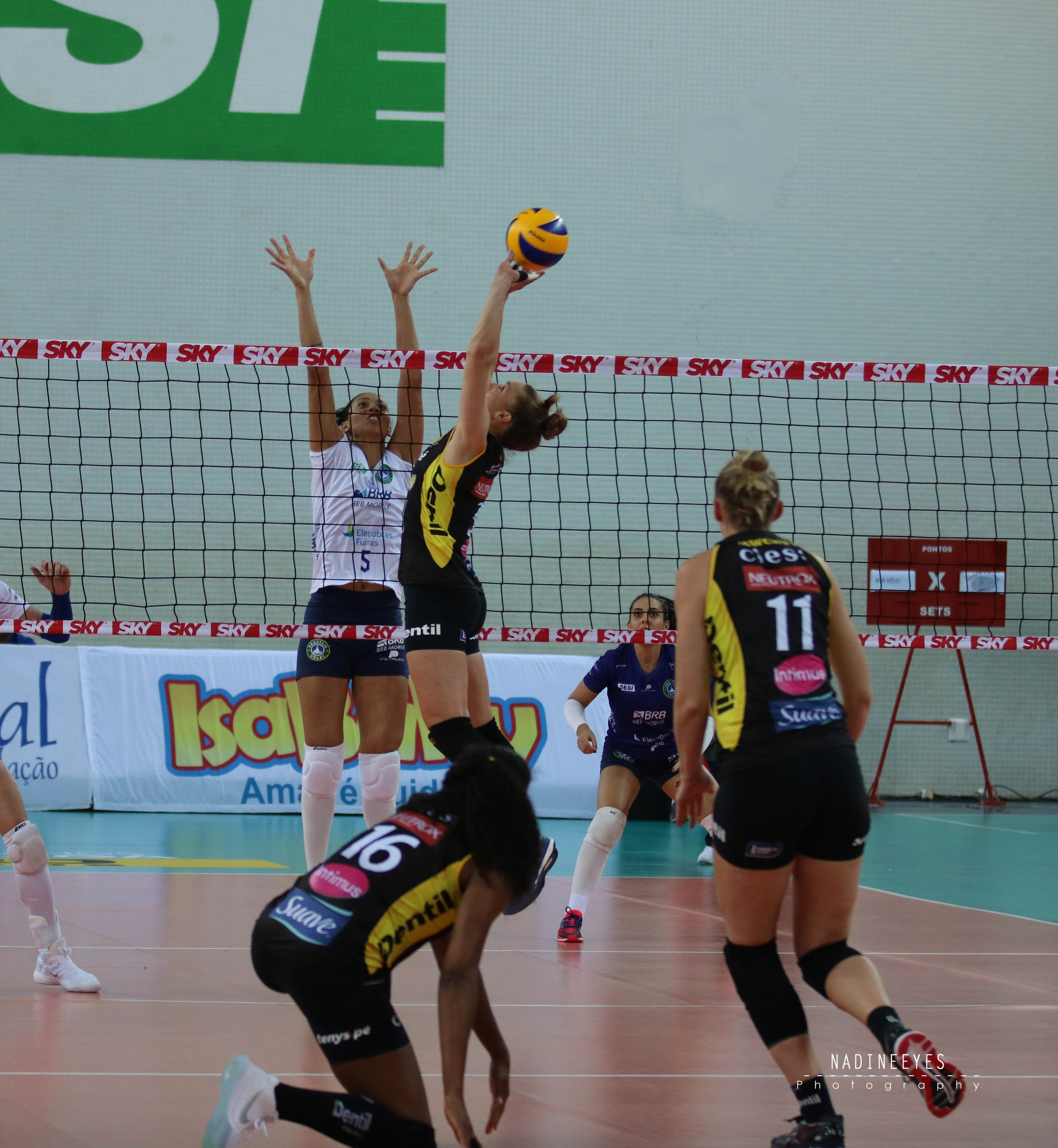
Carli Lloyd rozgrywa piłkę do tyłu sposobem górnym w drużynie Dentil/Praia Clube w sezonie 2018/2019

Carli Lloyd (ur. 6 sierpnia 1989 w Fallbrook) – amerykańska siatkarka, reprezentantka kraju, grająca na pozycji rozgrywającej. Na początku sezonu 2020/2021 grała w drużynie VBC Èpiù Casalmaggiore, lecz później przeszła na urlop macierzyński.
W maju 2021 roku urodziła córkę Storm Rose.

## Przebieg kariery
| Lata              | Klub                        |
| ----------------- | --------------------------- |
| 2007–2011         | University of California    |
| 2011–2013         | Unedo Yamamay Busto Arsizio |
| 2013–2014         | Imoco Volley Conegliano     |
| 2014–2015         | Lokomotiv Baku              |
| 2015–2017         | Pomì Casalmaggiore          |
| 2017–2018         | Hinode Barueri              |
| 2018–2019         | Dentil/Praia Clube          |
| 2019–2020         | Eczacıbaşı Stambuł          |
| 2020 (do 10.2020) | VBC Èpiù Casalmaggiore      |
| 2022–             | E-Work Busto Arsizio        |

## Sukcesy klubowe
Puchar Włoch:
- 2012

Puchar CEV:
- 2012

Liga włoska:
- 2012, 2013
- 2014

Superpuchar Włoch:
- 2012, 2015

Liga Mistrzyń:
- 2016
- 2013

Liga azerska:
- 2015

Klubowe Mistrzostwa Świata:
- 2016, 2019

Superpuchar Brazylii:
- 2018

Klubowe Mistrzostwa Ameryki Południowej:
- 2019

Liga brazylijska:
- 2019

Superpuchar Turcji:
- 2019

## Sukcesy reprezentacyjne
Igrzyska Panamerykańskie:
- 2015
- 2011

Puchar Panamerykański:
- 2012, 2015
- 2014

Grand Prix:
- 2016

Igrzyska Olimpijskie:
- 2016

Puchar Wielkich Mistrzyń:
- 2017

Liga Narodów:
- 2018

## Nagrody indywidualne
- 2015: Najlepsza rozgrywająca Pucharu Panamerykańskiego
- 2015: MVP i najlepsza rozgrywająca Igrzysk Panamerykańskich
- 2016: Najlepsza rozgrywająca Final Four Ligi Mistrzyń
- 2016: Najlepsza rozgrywająca Klubowych Mistrzostw Świata